# Tabocas do Brejo Velho
Tabocas do Brejo Velho es un municipio brasilero del estado de Bahía. Su población estimada en 2004 era de 10534 habitantes. Se encuentra en el extremo oeste bahiano y el acceso se da por carretera bahiana. 

## Historia
El poblamiento de la cuenca del Itacaiúnas tiene en la formación del municipio un papel importante, porque a pesar de esa región haber sido explorada por los portugueses también en el siglo XVI, permaneció sin ocupación definitiva durante casi 300 años. Solamente a partir de 1892 es que, de hecho, el espacio fue ocupado por colonizadores.
La ciudad de Tabocas fue fundada por jesuitas al catequizar indios itaporã: está rodeada por brejos, de ahí su nombre.
La denominación Taboca tiene origen indígena y significa hijo del prisionero o extranjero, o también el hijo de la india con el blanco.
Creado el 27 de febrero de 1913 por reivindicación de la comunidad taboquense, el municipio solo fue instalado formalmente el 5 de abril del mismo año, fecha que pasó a ser conmemorada como su aniversario y solo recibió el título de ciudad el 27 de octubre de 1923, a través de la ley 2207.